# موس تيوتونيكوس

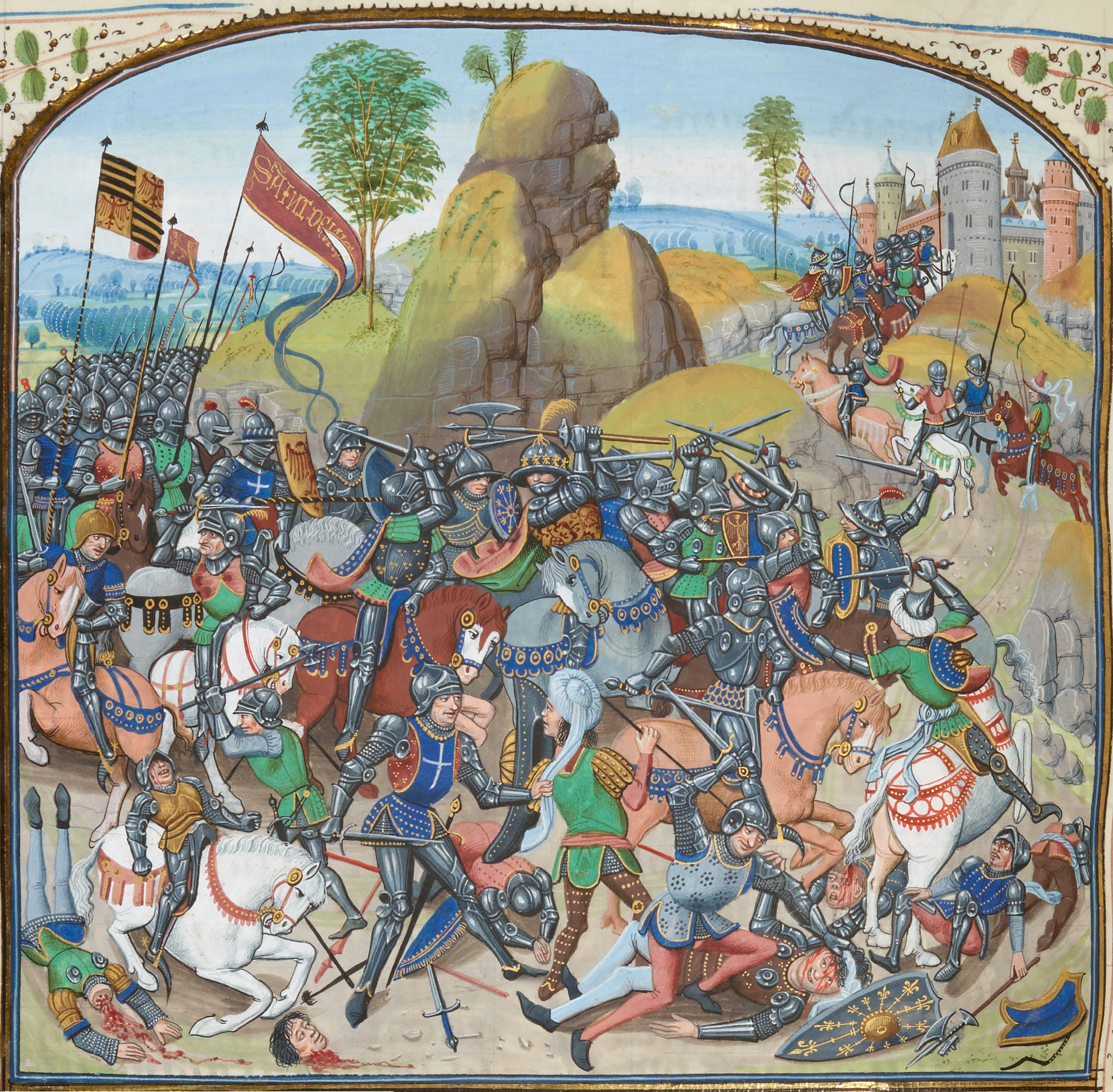
تَمثل هذه الصورة الفرسان في المعركة: غالبًا ما كانت عملية موس تيوتونيكوس تُستخدم لحفظ وإحضار جثث المحاربين الأرستقراطيين الذين سقطوا في أراضٍ بعيدة.

كانت موس تيوتونيكوس (Mos Teutonicus) (باللاتينية: العادة الألمانية / الجرمانية) عادة جنائزية بعد الوفاة مستخدمة في أوروبا في العصور الوسطى كوسيلة لنقل جثث الأفراد ذوي المكانة العالية والتخلص منها رسميًا، وقد تضمنت العملية إزالة اللحم من الجسد، بحيث يمكن نقل عظام المتوفى بطريقة صحية من الأراضي البعيدة إلى الوطن.

## معلومات عامة (خلفية)
خلال الحملة الصليبية الثانية على الأرض المقدسة، لم يكن من المناسب للأرستقراطيين الذين سقطوا في المعركة، أو ماتوا لأسباب طبيعية، أن يُدفنوا بعيدًا عن وطنهم في الأراضي الإسلامية. حيث  كان نقل الجسم بالكامل من الأجزاء الخارجية لمسافات طويلة غير عملي وغير صحي بسبب التحلل، والذي غالبًا ما يحدث بسرعة  بسبب المناخ.
و كان الأرستقراطيون الألمان قلقين بشكل خاص من أن الدفن يجب ألا يتم في الأرض المقدسة، بل على أرض الوطن، و قد كان المؤرخ الفلورنسي (بون كوم بانيو)أول من ربط هذه العملية على وجه التحديد بالأرستقراطيين الألمان، وقام بعمل نقش لعبارة (موس تيوتونيكوس / Mos Teutonicus)والتي تعني العادة الألمانية/ الجرمانية.
فَضّل الأرستقراطيون الإنجليز والفرنسيون التحنيط على موس تيوتونيكوس، والذي يتضمن دفن الأحشاء والقلب في مكان منفصل عن الجثة ، ووكانت  إحدى مميزات موس تيوتونيكوس انها اقتصادية نسبيًا مقارنة بالتحنيط، وصحيةً بشكل أكبر 
كان الحفاظ على الجثث أمرًا شائعًا للغاية في مجتمع العصور الوسطى، حيث كان يُنظر إلى الجسد المتحلل على أنه يُمثل شيء خاطئ وشرير ولقد كان التحنيط وموس تيوتونيكوس وتماثيل القبور جنبًا إلى جنب جميعها وسيلة لإعطاء الجثة وهم الركود وإزالة الصورة المزعجة للتعفن والانحلال.
وفي عام 1270، خضعت جثة الملك لويس التاسع، الذي توفي في تونس، وهي أرض إسلامية، لعملية موس تيوتونيكوس لنقل الجثة إلي فرنسا.

## الطريقة
تبدأ عملية موس تيوتونيكوس بتقطيع الجثة 3 لتسهيل المرحلة التالية من العملية التي يتم فيها غليّ اجزاء الجسم في الماء أو النيذ لعدة ساعات.و بذلك يؤدي الغليان الي فصل اللحم عن العظم، ثم يتم إزالة أي بقايا من العظم ويُترك الهيكل العظمي نظيف تمامًا، وايضًا يمكن دفن كل من اللحم والأعضاء الداخلية على الفور، أو حفظها بالملح بنفس طريقة لحوم الحيوانات ثم تُنقل العظام وأي لحم محفوظ إلى منزل المتوفى للإقامة طقوس الدفن.
ولقد اعتبر مجتمع القرون الوسطى عمومًا أن الأحشاء دنيئة ولم يكن هناك احتفال كبير بالتخلص منها، خاصة بين الأرستقراطيين الألمان.

## تحريم هذه الممارسة (موس تيوتونيكوس)
على الرغم من أن الكنيسة كانت تحظى باحترام كبير لهذه الممارسة، إلا أن البابا بونيفاس الثامن كان معروفًا بمعارضته الخاصة لموس تيوتونيكوس بسبب إمتثاله بالأفكار التي تحافظ على السلامة /النزاهة الجسدية.
و في بيانه الذي قدمه عام 1300 نهى بونيفاس دي سيبولتورا عن هذه الممارسة 4، وغالبًا لقد كان يحدث إساءة فهم لهذا النهي على أنه حظر لتشريح /تحليل الإنسان.و قد يكون هذا أدى إلى أعاقة البحث التشريحي، إذا كان علماء التشريح يخشون التداعيات والعقاب نتيجة للتشريح الطبي، ولكن دي سيبولتورا حظر فقظ موس تيوتونيكوس وليس التشريح بشكل عام (وكان من المعروف أن أطباء العصور الوسطى مارسوا التشريح والتشريح على نطاق واسع، على الرغم من أن معظمهم كام لديهم مساعد يقوم بإجراء الشقوق الفعلية والتلاعب بالجثث.